# San Cristóbal Tepontla
San Cristóbal Tepontla är en ort i Mexiko.   Den ligger i kommunen San Pedro Cholula och delstaten Puebla, i den sydöstra delen av landet, 90 km öster om huvudstaden Mexico City. San Cristóbal Tepontla ligger 2 196 meter över havet och antalet invånare är 243.
Terrängen runt San Cristóbal Tepontla är en högslätt. Runt San Cristóbal Tepontla är det mycket tätbefolkat, med 1 573 invånare per kvadratkilometer. Närmaste större samhälle är Puebla de Zaragoza, 14,1 km öster om San Cristóbal Tepontla. Omgivningarna runt San Cristóbal Tepontla är en mosaik av jordbruksmark och naturlig växtlighet.